# 군종의 시간 (cpbc)
군종의 시간은 대한민국의 라디오 채널 cpbc FM에서 매주 일요일 오후 3시부터 오후 4시까지 방송하는 라디오 프로그램이다.

## DJ
- 이정민 아나운서